# Sargus splendidus
Sargus splendidus är en tvåvingeart som beskrevs av Enrico Adelelmo Brunetti 1925. Sargus splendidus ingår i släktet Sargus och familjen vapenflugor. Inga underarter finns listade i Catalogue of Life.